# Rudolf Pamperrien
Rudolf Pamperrien vollständiger Name: Rudolf Ernst Ferdinand Martin Pamperrien (* 25. Juli 1896 in Güstrow; † 24. November 1973 in Rio de Janeiro) war ein deutscher Diplomat und Politiker.

## Leben
Pamperrien wurde als Sohn des Präpositus Ernst Heinrich Friedrich Pamperrien (1851–1932) in Güstrow geboren. Er besuchte die dortige Domschule und absolvierte im Anschluss eine kaufmännische Ausbildung. Im Sommer 1916 schrieb er sich an der Universität Rostock zum Studium der Klassischen Philologie ein. Später wechselte er zur Soziologie und Volkswirtschaft. Im Jahre 1925 trat er als Attaché in den Dienst des Auswärtigen Amtes in Berlin. Es folgten Verwendungen in Rio de Janeiro, Florianópolis, Curitiba und Buenos Aires sowie in der Zentrale. Im Jahre 1933 wurde er wegen seiner Zugehörigkeit zur SPD aus dem Ausland zurückberufen, von der Beförderung ausgeschlossen und 1944 als Legationssekretär in den Wartestand versetzt.
Nach Kriegsende war er Leiter der Wissenschaftlichen Abteilung der SPD und freier Schriftsteller, von 1946 bis 1950 Stadtverordneter und von 1947 bis 1949 Leiter des Presseamtes des Magistrats von Groß-Berlin. Außerdem fungierte er als Beisitzer beim Oberverwaltungsgericht Berlin (West). Von 1949 bis 1952 war Pamperrien als Dozent an der Deutschen Hochschule für Politik, am Hochschulinstitut für Wirtschaftskunde und an der Verwaltungsakademie Berlin tätig.
Am 1. April 1952 trat er erneut in den diplomatischen Dienst. Von 1952 bis 1954 leitete er als Konsul I. Klasse das Konsulat in Porto Alegre. Ab dem 6. Dezember 1954 war er Vortragender Legationsrat in der Zentrale in Bonn. Im Februar 1957 erfolgte die Ernennung zum Deutschen Botschafter in Ecuador. Dieses Amt bekleidete er bis 1961. Seinen Ruhestand erlebte er in Rio de Janeiro, wo er auch starb. 1965 wurde Pamperriens Tätigkeit als Diplomat in der Zeit des Nationalsozialismus in der DDR-Propagandapublikation Braunbuch. Kriegs- und Naziverbrecher in der Bundesrepublik und in West-Berlin. Staat, Wirtschaft, Verwaltung, Armee, Justiz, Wissenschaft genannt.